# Lijst van nummer 1-hits in Portugal in 2011
Deze hits stonden in 2011 op nummer 1 in de Portugal Top 20, de bekendste hitlijst in Portugal.
| Datum        | Artiest                        | Titel                                               |
| ------------ | ------------------------------ | --------------------------------------------------- |
| 2 januari    | Eminem & Rihanna               | Love the way you lie                                |
| 9 januari    | Shakira & El Cata              | Loca                                                |
| 16 januari   | Shakira & El Cata              | Loca                                                |
| 23 januari   | The Black Eyed Peas            | The time (Dirty bit)                                |
| 30 januari   | The Black Eyed Peas            | The time (Dirty bit)                                |
| 6 februari   | The Black Eyed Peas            | The time (Dirty bit)                                |
| 13 februari  | Shakira & El Cata              | Loca                                                |
| 20 februari  | Aurea                          | Busy (for me)                                       |
| 27 februari  | Shakira & El Cata              | Loca                                                |
| 6 maart      | Aurea                          | Busy (for me)                                       |
| 13 maart     | Israel Kamakawiwo'ole          | Somewhere over the rainbow / What a wonderful world |
| 20 maart     | Israel Kamakawiwo'ole          | Somewhere over the rainbow / What a wonderful world |
| 27 maart     | Israel Kamakawiwo'ole          | Somewhere over the rainbow / What a wonderful world |
| 3 april      | Israel Kamakawiwo'ole          | Somewhere over the rainbow / What a wonderful world |
| 10 april     | Adele                          | Rolling in the deep                                 |
| 17 april     | Israel Kamakawiwo'ole          | Somewhere over the rainbow / What a wonderful world |
| 24 april     | Israel Kamakawiwo'ole          | Somewhere over the rainbow / What a wonderful world |
| 1 mei        | Adele                          | Rolling in the deep                                 |
| 8 mei        | Amor Electro                   | A máquina (acordou)                                 |
| 15 mei       | Amor Electro                   | A máquina (acordou)                                 |
| 22 mei       | Amor Electro                   | A máquina (acordou)                                 |
| 29 mei       | Amor Electro                   | A máquina (acordou)                                 |
| 5 juni       | Amor Electro                   | A máquina (acordou)                                 |
| 12 juni      | Jennifer Lopez & Pitbull       | On the floor                                        |
| 19 juni      | Jennifer Lopez & Pitbull       | On the floor                                        |
| 26 juni      | Jennifer Lopez & Pitbull       | On the floor                                        |
| 3 juli       | Keemo, Tim Royko & Cosmo Klein | Beautiful lie                                       |
| 10 juli      | Keemo, Tim Royko & Cosmo Klein | Beautiful lie                                       |
| 17 juli      | Keemo, Tim Royko & Cosmo Klein | Beautiful lie                                       |
| 24 juli      | Keemo, Tim Royko & Cosmo Klein | Beautiful lie                                       |
| 31 juli      | Keemo, Tim Royko & Cosmo Klein | Beautiful lie                                       |
| 7 augustus   | Keemo, Tim Royko & Cosmo Klein | Beautiful lie                                       |
| 14 augustus  | Keemo, Tim Royko & Cosmo Klein | Beautiful lie                                       |
| 21 augustus  | Adele                          | Someone like you                                    |
| 28 augustus  | Adele                          | Someone like you                                    |
| 4 september  | Keemo, Tim Royko & Cosmo Klein | Beautiful lie                                       |
| 11 september | Adele                          | Someone like you                                    |
| 18 september | Adele                          | Someone like you                                    |
| 25 september | Adele                          | Someone like you                                    |
| 2 oktober    | Adele                          | Someone like you                                    |
| 9 oktober    | Adele                          | Someone like you                                    |
| 16 oktober   | Adele                          | Someone like you                                    |
| 23 oktober   | Adele                          | Someone like you                                    |
| 30 oktober   | David Guetta & Usher           | Without you                                         |
| 6 november   | David Guetta & Usher           | Without you                                         |
| 12 november  | David Guetta & Usher           | Without you                                         |
| 19 november  | Maroon 5 & Christina Aguilera  | Moves like Jagger                                   |
| 26 november  | Maroon 5 & Christina Aguilera  | Moves like Jagger                                   |
| 3 december   | Coldplay                       | Paradise                                            |
| 10 december  | Coldplay                       | Paradise                                            |
| 17 december  | Michel Teló                    | Ai se eu te pego!                                   |
| 25 december  | Michel Teló                    | Ai se eu te pego!                                   |